# Exilia
Exilia is een geslacht van weekdieren uit de klasse van de Gastropoda (slakken).

## Soorten
- Exilia blanda (Dall, 1908)
- Exilia cortezi (Dall, 1908)
- Exilia crassicostata Suter, 1917 †
- Exilia dalli Suter, 1907 †
- Exilia elegans (Barnard, 1959)
- Exilia expeditionis (Dell, 1956)
- Exilia graphiduloides Kantor & Bouchet, 2001
- Exilia hampdenensis (Marwick, 1942) †
- Exilia hilgendorfi (Martens, 1897)
- Exilia kiwi Kantor & Bouchet, 2001
- Exilia krigei (Kilburn, 1971)
- Exilia leachi (Marwick, 1931) †
- Exilia nodulifera (Marwick, 1931) †
- Exilia pergracilis Conrad, 1860 †
- Exilia pergracilis (Aldrich, 1886) †
- Exilia terebriformis (Stephenson, 1941) †
- Exilia vagrans Kantor & Bouchet, 2001
- Exilia vixcostata (Finlay & Marwick, 1937) †
- Exilia waihaoensis Suter, 1917 †
- Exilia wellmani Maxwell, 1988 †
- Exilia zelandica (P. Marshall, 1918) †